# Pałac w Mikoszowej
Pałac w Mikoszowej – zabytkowy pałac wybudowany w XVII w. w Mikoszowej, wsi w Polsce, w województwie dolnośląskim, w powiecie świdnickim, w gminie Żarów.

## Opis
Piętrowy pałac zbudowany na planie prostokąta, kryty dachem mansardowym z lukarnami. Od frontu dwupiętrowy ryzalit, szeroki przy dachu na trzy okna, zwieńczony trójkątnym frontonem. 